# Concilio di Toledo III

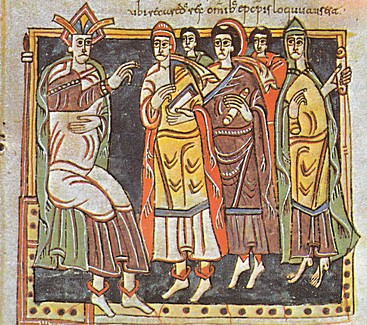
Re Recaredo I al concilio di Toledo III. Dal Codice Vigilano, fol. 145, Biblioteca dell'Escorial.

Il terzo concilio di Toledo, iniziato l'8 maggio 589 a Toledo, fu un concilio nazionale spagnolo, facente parte della serie dei concili di Toledo.

## Storia
Durante il concilio il regno visigoto iberico abbandonò ufficialmente l'eresia ariana. Il re Recaredo I compì la professione di fede cattolica e condannò Ario e la sua dottrina, obbligando il popolo visigoto e quello suebo (a lui sottomesso) ad accettare il cattolicesimo. Molti vescovi ariani abiurarono la propria eresia. Le conclusioni del precedente sinodo ariano di Toledo (580) furono annullate e condannate.
A partire da questo momento, i sovrani succeduti a Recaredo furono i protettori della nuova religione ufficiale; cominciarono a eleggere i propri vescovi e diedero grande impulso alla cultura delle scuole e delle biblioteche episcopali e dei monasteri. Adottarono il latino come lingua madre, con alcune influenze germaniche.
Parteciparono a questo concilio circa settantadue vescovi, di persona o attraverso delegati (oltre ai cinque vescovi metrolopolìti), tra i quali ricordiamo le figure di Leandro di Siviglia (il presunto ispiratore della conversione di Sant'Ermenegildo), ed Eutropio, abate di Servitanum.
Le decisioni del Concilio acquisirono la forza di legge quando il re ne emanò un editto di ratificazione. La disobbedienza ad esse era punita con gravi pene (la confisca di metà dei beni per gli aristocratici; l'esilio e la perdita di tutte le proprietà per i popolani).
Il concilio è divenuto famoso in ambito di studi liturgici in quanto definì la nuova forma penitenziale che andava diffondesi, la cosiddetta penitenza tariffata, una "innovazione vergognosa, esecrabile e arrogante" invitando quindi a ritornare alla tradizionale penitenza canonica. Tuttavia, la penitenza canonica era molto esigente (implicava forti pene restrittive per il penitente che duravano tutta la vita) e poteva essere fatta solo una volta nella vita. Per questo motivo la penitenza tariffata continuò a diffondersi e divenne il modello penitenziale prevalente in tutta la Chiesa di occidente.